# قاو هان
قاو هان (بالصينية: 高寒) هي عداءة سريعة صينية، ولدت في 3 يوليو 1971.

## وصلات خارجية
- قاو هان على موقع الاتحاد الدولي لألعاب القوى (الإنجليزية)
- قاو هان على موقع أوليمبيديا (الإنجليزية)